# Gottfried Wilhelm Seemann
Wilhelm Seemann (vollständiger Name Gottfried Wilhelm Seemann; * 8. Februar 1793 in Heringen bei Nordhausen; † 1859) war ein deutscher Klarinettist. Er zählte durch seine künstlerischen Leistungen zu den herausragenden Militärmusikern seiner Zeit.

## Leben
Gottfried Wilhelm Seemann wirkte in den frühen Jahren des Königreichs Hannover als Musikdirektor bei den Garde-Jägern.
Am 12. März 1818 wurde Seemann in das Orchester der hannoverschen Hofkapelle aufgenommen. Mit dem Titel als Königlicher Hof- und Kammermusiker war er seitdem – wie auch die anderen Orchestermitglieder – zum öffentlichen Opern- und Konzertdienst verpflichtet. Laut dem Hannoverschen Adreß-Buch für das Jahr 1819 hatte der „Hofmusikus“ als seinerzeit einziger Träger des Namens Seemann in der Stadt seinen Wohnsitz in der Köbelingerstraße 819 genommen. Nur wenig später, spätestens 1826, war er in derselben Straße in das Haus Nummer 815 gezogen; nun gab es jedoch auch eine „Seemann, Wittwe, Gastwirth, ausser dem Aegidienthore“.
Seemann trat als Solist und Virtuose auf zahlreichen Konzertreisen durch das In- und Ausland auf.
Ab 1831 wirkte er unter dem Komponisten und Dirigenten Heinrich Marschner in Hannover. Dort wurde er am 1. Oktober 1850 in den Ruhestand entlassen.
Der Naturforscher Berthold Seemann und der spätere Redakteur und Mitherausgeber der botanischen Fachzeitschrift Bonplandia Wilhelm Eduard Gottfried Seemann († 1868) waren seine Söhne.